# Робоче тіло
Робо́че тіло — у технічній термодинаміці газоподібна або рідка речовина, за допомогою якої відбувається перетворення будь-якої енергії для одержання механічної роботи (у двигунах), холоду (в холодильних машинах), теплоти (у теплових насосах).
У теоретичних розробках робоче тіло зазвичай має властивості ідеального газу.
На практиці робочими тілами теплових двигунів є: продукти згоряння вуглеводневого палива (бензину, дизельного палива тощо) у поршневих двигунах внутрішнього згоряння чи газових турбінах, або водяна пара у парових турбінах й парових машинах, що мають високі термодинамічні параметри (початкові: температура, тиск, швидкість і т. д.).
У гідравлічних (пневматичних двигунах) робочим тілом є рідина (повітря), що перебувають під тиском та/або у русі.
У холодильних машинах як робоче тіло (холодоагент) використовуються фреони, аміак, гелій, водень, азот.
У ракетобудуванні робочим тілом називають речовину, що відкидається від ракети з метою отримання імпульсу тяги. Наприклад, в електричному ракетному двигуні робочим тілом є іонізована витратна речовина.
У лазерній техніці робочим тілом називається оптичний елемент лазера, в якому відбувається формування когерентного електромагнітного випромінювання.